# Gresie (geologie)
Gresia este o rocă sedimentară rezultată din granule de nisip cimentate. Ea poate fi friabilă sau bine consolidată.

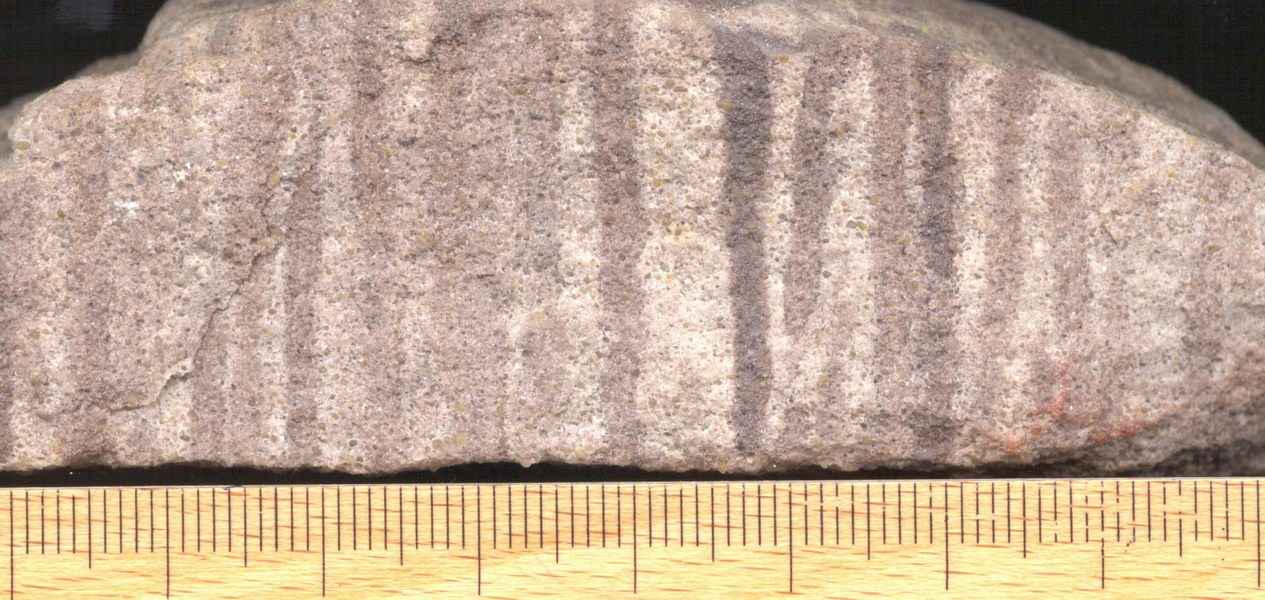
Gresie cu urme săpate de viermi

Gresiile sunt utilizate în industria materialelor de construcții, în industria sticlei (gresiile cuarțoase), în sculptură și în arta decorațiunilor interioare și exterioare în general.
O gresie argiloasă, cu granule fine, care se poate desface ușor în foi subțiri, utilizate la acoperirea caselor, ca dale pentru pardoseli și, în trecut, la fabricarea tăblițelor pentru școlarii începători, se numește ardezie.
În Europa, exploatarea gresiei este concomitentă cu apariția activităților cotidiene ale omului primitiv, faptul fiind lesne explicabil prin relativa ușurință a prelucrării acestui tip de material. Mărturie sunt numeroasele figurine de gresie, dăltuite în formă de idoli, sau alte reprezentări, care se găsesc în diversele muzee ale civilizației sau artei pe tot cuprinsul continentului.
Unul dintre cele mai edificatoare exemple în acest sens este Muzeul Pietrarilor (Steinmetz Museum) din Zogelsdorf, Niederösterreich, instituție culturală austriacă bazată pe existența locală a unei cariere de Sandstein/gresie a cărei vechime științific atestată depășește 3.000 de ani.
Muzeul găzduiește exponate de o deosebită valoare documentara și artistică, inclusiv o largă paletă de scule originale și unelte specifice folosite de-a lungul vremurilor pentru prelucrarea gresiei. Exploatarea carierei din Zogelsdorf, considerată una dintre cele mai importante ale Dunării, a atras de-a lungul istoriei atenția unor mari personalități politice și artistice cum ar fi Franz Josef, Prințul Eugen, cercetătorul Krahuletz și alții, mai recent Muzeul devenind gazda unor expoziții dedicate unor artiști de renume mondial, cum ar fi Constantin Brâncuși, ale căror valoroase opere au fost expuse în muzeu cu prețiosul concurs al autorităților austriece.
Conștient de valoarea excepțională a acestei instituții culturale, statul austriac a înscris muzeul Steinmetzmuseum Zogelsdorf în cadrul așezămintelor culturale de patrimoniu ale Republicii Austria, tezaure protejate de forul național specializat, respectiv de BDA - Bundesdenkmalamt Österreich.